# Karl Bornhäuser

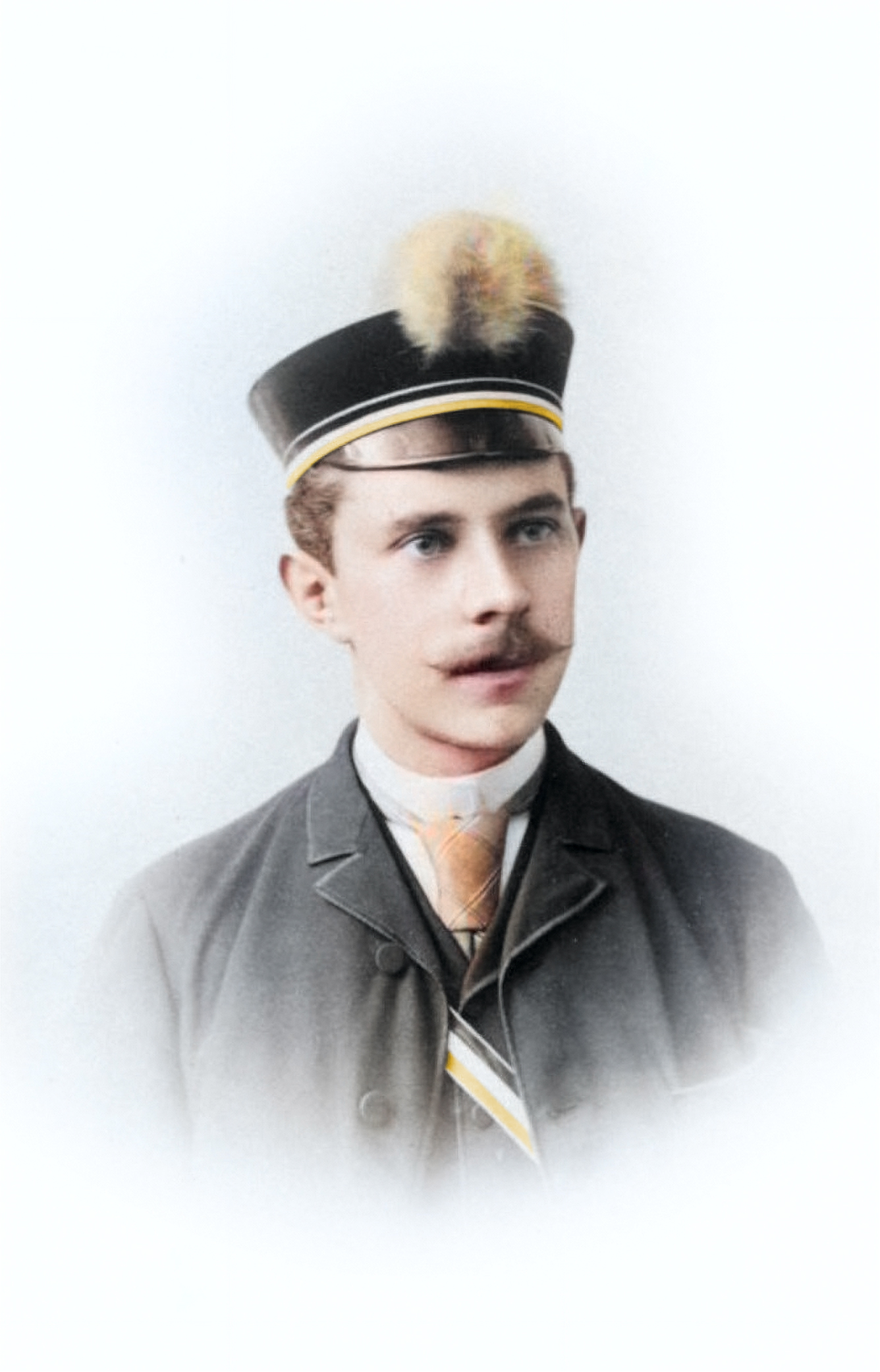
Karl Bornhäuser als Fuxmajor des Greifswalder Wingolfs, 1890

Karl Bornhäuser (* 19. Mai 1868 in Mannheim; † 27. März 1947 in Marburg an der Lahn) war ein evangelischer Theologe.

## Leben
Bornhäuser war der Sohn eines Bäckermeisters und besuchte das Gymnasium in Bruchsal. Dann studierte er Theologie an den Universitäten zu Greifswald und Halle. Seine wichtigsten Lehrer waren Hermann Cremer, Adolf Schlatter und Martin Kähler. Er wurde Mitglied des Greifswalder, Hallenser und Heidelberger Wingolf, später auch des Marburger Wingolf und Clausthaler Wingolf zu Marburg. 1889 bestand er das erste theologische Examen, ein Jahr später das zweite. 1890 wurde er von der Evangelischen Landeskirche in Baden ordiniert und war Pfarrer in Sinsheim und Karlsruhe.
1892/93 absolvierte er in Karlsruhe seinen Militärdienst und diente als Einjährig-Freiwilliger im 1. Badischen Leib-Grenadier-Regiment Nr. 109.
Im Jahr 1894 wurde er Divisionspfarrer in Rastatt. Vier Jahre später ließ er sich beurlauben und promovierte 1899 in Greifswald (Dissertation: „Das Recht des Bekenntnisses zur Auferstehung des Fleisches“). Später war er Professor in Greifswald, Halle (Saale) und Marburg. 1924 leitete er als Rektor die Marburger Universität An der Philipps-Universität Marburg wurde er 1933 als Universitätsprediger emeritiert.
Mit Erich Schaeder, Wilhelm Lütgert und Julius Kögel gehörte er zu einem Kreis von "biblizistischen" (im Sinne Martin Kählers) Theologen, die die theologische Wissenschaft ausdrücklich in den Dienst der Kirche stellten, um ihr in Fragen des kirchlichen Lebens, der Seelsorge und des Gemeindeaufbaus zur Seite zu stehen.

## Werke (Auswahl)
- Das Recht des Bekenntnisses zur Auferstehung des Fleisches. 1902.
- Das Wirken des Christus durch Taten und Worte. 1921 (2. Auflage 1924).
- Zeiten und Stunden in der Leidens- und Auferstehungsgeschichte. 1921.
- Die Bergpredigt. 1923 (2. Auflage 1927; 1930 auf Schwedisch).
- Das Johannesevangelium. Eine Missionsschrift für Israel. 1928.
- Die Geburts- und Kindheitsgeschichte Jesu. 1930.
- Der Ursinn des Kleinen Katechismus D.Martin Luthers. 1933.
- Studien zur Apostelgeschichte. 1934.
- In allerlei Gottesdiensten unter allerlei Kanzeln. 1936.
- Tage und Stunden im Neuen Testament. 1937.
- Jesus imperator mundi. 1938.
- Die Leidens- und Auferstehungsgeschichte Jesu. 1947.